# Janusz Pogorzelski
Janusz „snax“ Pogorzelski (* 5. Juli 1993) ist ein polnischer E-Sportler in der Disziplin Counter-Strike: Global Offensive.

## Karriere
Pogorzelski startete seine Karriere im August 2013 beim Team ESC Gaming. Im Oktober wechselte er zum Team UniversalSoldiers, für welches er das Major DreamHack Winter 2013 spielte. In seinem ersten Major erzielte er den 9.–12. Platz. Im Dezember konnte er die StarLadder StarSeries VIII, welche er mit seinem Team unter dem neutralen Namen Again bestritt, gewinnen.
Im Februar 2014 wechselte Pogorzelski zum Team Virtus.Pro. Mit seinem Team konnte er das Major ESL Major Series One Katowice 2014 mit einem 2:0-Sieg gegen Ninjas in Pyjamas im März 2014 gewinnen. Das zweite Major des Jahres, die ESL One: Cologne 2014, beendete er im Viertelfinale. Nach einer Niederlage gegen Ninjas in Pyjamas in der DreamHack Winter 2014 erreichte er den 3.–4. Platz. In diesem Jahr gewann er außerdem die Gfinity G3, für welche er dank seiner Einzelleistungen seine erste MVP-Auszeichnung von HLTV erhielt. Er wurde außerdem erstmals in die Liste der zwanzig besten Spieler als 4. von HLTV gewählt.
2015 konnte er die CPH Games, die ESEA Season 18, die Cevo Season 7, die ESL ESEA Dubai und die Cevo Season 8 gewinnen. In der Gfinity Spring Masters 2 und der PGL Season 1 erzielte er mit seinem Team den zweiten Platz. Überdies erreichte er das Halbfinale in den Majorturnieren ESL One Katowice 2015, ESL One Cologne 2015 und in Faceit Season 1, ESL ESEA Season 1, Gfinity COC und der Faceit Season 3. Das dritte Major des Jahres, der DreamHack Open Cluj⁠-⁠Napoca 2015, beendete er im Viertelfinale.  Er wurde erneut als viertbester Spieler des Jahres ausgezeichnet und er erhielt drei weitere MVP-Auszeichnungen.
2016 gewann Pogorzelski die StarLadder i-League Invitational #1, die ELEAGUE Season 1 und die DreamHack Open Bucharest 2016. Zudem erzielte er den 2. Platz bei der ESL One: New York 2016. der EPICENTER 2016 und einen 3.–4. Platz bei der Counter Pit League Season 2. Das erste Major 2016, die MLG Major Championship,: Columbus 2016 endete für ihn im Viertelfinale. Die ESL One: Cologne 2016, welche das zweite Major Turnier des Jahres war, beendete er im Halbfinale. Er wurde als fünftbester Spieler des Jahres gewählt und er wurde zudem zweimal als bester Spieler eines Turniers ausgezeichnet.
Im folgenden Jahr gewann er die DreamHack Masters Las Vegas 2017, für welche er seine bis jetzt letzte und siebte MVP-Auszeichnung erhielt. Er erreichte im EPICENTER 2017, in der StarLadder i-League Invitational #2 und im Major ELEAGUE Major: Atlanta 2017 jeweils den zweiten Platz. Überdies erreichte Pogorzelski den dritten Platz in den World Electronic Sports Games 2016 und das Halbfinale im PGL Major Kraków 2017. Er wurde als 20. in die Liste der besten Spieler des Jahres von HLTV gewählt.
Das ELEAGUE Major: Boston 2018 beendete er nach zuletzt vielen Play-off-Teilnahmen in der Gruppenphase auf dem 15.–16. Platz. Darauf folgten zweite Plätze beim V4 Future Sports Festival - Budapest 2018 und bei der CS:GO Asia Championships 2018. Im Juni 2018 wechselte er zum Team Mousesports. Mit seinem neuen Team erreichte er im Major FACEIT Major: London 2018 erneut nur den 15.–16. Platz. Zudem erreichte er das Halbfinale im ELEAGUE CS:GO Premier 2018, der DreamHack Masters Stockholm 2018 und einen Sieg in der ESL One: New York 2018.
Im Januar 2019 wechselte er zurück zu Virtus.Pro. Nach zuletzt sehr erfolgreichen Jahren konnte er 2019 keine internationalen Turniere gewinnen. Er erreichte das Halbfinale bei der DreamHack Open Atlanta 2019, der cs_summit 5 und einen Finaleinzug beim  V4 Future Sports Festival - Budapest 2019.
Nachdem er seit Dezember 2019 inaktiv für Virtus.Pro war, wechselte er zu Illuminar Gaming. Pogorzelski beendete als größten internationalen Erfolg die DreamHack Open November 2020 auf dem 3.–4. Platz. Anfang Januar 2021 wechselte er zum Team Anonymo Esports, für welches er bis zum Dezember 2021 spielte. Am 15. Januar 2022 schloss er sich dem Team MonkEsports an, welches er im März wieder verließ. Bei der IEM Dallas 2022, wo er Lotan Giladi als Ersatzspieler beim Team Ence ersetzte, erreichte er den zweiten Platz. Im Laufe des Jahres spielte er einige Turniere mit dem ehemaligen Team von Finest. 2023 spielte er zunächst für Let us Cook und kurzzeitig für Team Pompa, bevor er im September zur deutschen Organisation GamerLegion wechselte. Im Juli 2024 wechselte er zu G2 Esports. Mit G2 Esports gewann er 2024 das Blast Premier: Fall Final 2024 und das Blast Premier: World Final 2024. Außerdem erreichte er das Finale im Esports World Cup 2024 und das Halbfinale in der ESL Pro League Season 20. Weiterhin erzielte er im Perfect World Major: Shanghai 2024 den 3.–4. Platz.
2025 erreichte er den zweiten Platz in der PGL Bucharest 2025 sowie das Halbfinale im Blast Bounty Spring 2025. Im Juli wurde er bei G2 Esports auf die Bank gesetzt.
Mit einem Preisgeld von über 950,000.00 $ gehört er nach Preisgeld zu den fünf erfolgreichsten E-Sportlern Polens (Stand: Juli 2025).

## Erfolge
Dies ist ein Ausschnitt der Erfolge von Pogorzelski. Da Counter-Strike in Wettkämpfen stets in Fünfer-Teams gespielt wird, beträgt das persönliche Preisgeld ein Fünftel des gewonnenen Gesamtpreisgeldes des Teams.
| Jahr                             | Platz                            | Turnier                                           | Team                             | Persönliches Preisgeld           |
| Counter Strike: Global Offensive | Counter Strike: Global Offensive | Counter Strike: Global Offensive                  | Counter Strike: Global Offensive | Counter Strike: Global Offensive |
| -------------------------------- | -------------------------------- | ------------------------------------------------- | -------------------------------- | -------------------------------- |
| 2013                             | 1.                               | StarLadder StarSeries VIII                        | AGAiN                            | 01.400 $                         |
| 2014                             | 1.                               | EMS One Katowice 2014                             | Virtus.pro                       | 020.000 $                        |
| 2014                             | 1.                               | FACEIT Spring League 2014                         | Virtus.pro                       | 02.000 $                         |
| 2014                             | 1.                               | Gfinity G3 LAN                                    | Virtus.pro                       | 04.000 $                         |
| 2014                             | 3.                               | ESWC 2014                                         | Virtus.pro                       | 02.000 $                         |
| 2014                             | 3. – 4.                          | DreamHack Winter 2014                             | Virtus.pro                       | 04.400 $                         |
| 2015                             | 3. – 4.                          | ESL One Katowice 2015                             | Virtus.pro                       | 04.400 $                         |
| 2015                             | 1.                               | Copenhagen Games 2015                             | Virtus.pro                       | 02.800 €                         |
| 2015                             | 1.                               | ESEA Season 18 LAN                                | Virtus.pro                       | 014.000 $                        |
| 2015                             | 1.                               | Gfinity Spring Masters II 2015                    | Virtus.pro                       | 03.000 $                         |
| 2015                             | 3. – 4.                          | ESL ESEA Pro League Season 1 Finals               | Virtus.pro                       | 05.000 $                         |
| 2015                             | 1.                               | CEVO Pro Season 7 Finals                          | Virtus.pro                       | 06.000 $                         |
| 2015                             | 3. – 4.                          | ESL One Cologne 2015                              | Virtus.pro                       | 04.400 $                         |
| 2015                             | 1.                               | ESL ESEA Pro League Dubai Invitational 2015       | Virtus.pro                       | 020.000 $                        |
| 2015                             | 2.                               | PGL CS:GO Season 1 – Finals                       | Virtus.pro                       | 04.000 $                         |
| 2015                             | 1.                               | Crown’s Counter-Strike Invitational               | Virtus.pro                       | 07.000 A$                        |
| 2015                             | 1.                               | CEVO CS:GO Season 8 LAN Finals                    | Virtus.pro                       | 08.000 $                         |
| 2016                             | 3. – 4.                          | Counter Pit League Season 2                       | Virtus.pro                       | 02.080 $                         |
| 2016                             | 3. – 4.                          | CEVO Gfinity Pro-League Season 9 Finals           | Virtus.pro                       | 02.500 $                         |
| 2016                             | 1.                               | Star Ladder i-League Invitational                 | Virtus.pro                       | 010.000 $                        |
| 2016                             | 1.                               | Adrenaline Open Cyber Cup – Showmatch             | Virtus.pro                       | 06.000 $                         |
| 2016                             | 3. – 4.                          | ESL One Cologne 2016                              | Virtus.pro                       | 014.000 $                        |
| 2016                             | 1.                               | Eleague Season 1                                  | Virtus.pro                       | 080.000 $                        |
| 2016                             | 1.                               | DreamHack Bucharest 2016                          | Virtus.pro                       | 010.000 $                        |
| 2016                             | 2.                               | ESL One New York 2016                             | Virtus.pro                       | 010.000 $                        |
| 2016                             | 2.                               | EPICENTER 2016 – Finals                           | Virtus.pro                       | 020.000 $                        |
| 2017                             | 3.                               | WESG 2017                                         | Virtus.pro                       | 040.000 $                        |
| 2017                             | 2.                               | Eleague Major: Atlanta 2017                       | Virtus.pro                       | 030.000 $                        |
| 2017                             | 1.                               | DreamHack Masters Las Vegas 2017                  | Virtus.pro                       | 040.000 $                        |
| 2017                             | 1.                               | Adrenaline Cyber League 2017                      | Virtus.pro                       | 013.000 $                        |
| 2017                             | 3. – 4.                          | PGL Major: Kraków 2017                            | Virtus.pro                       | 014.000 $                        |
| 2017                             | 2.                               | Epicenter 2017                                    | Virtus.pro                       | 020.000 $                        |
| 2017                             | 2.                               | Star Ladder & i-League Invitational Shanghai 2017 | Virtus.pro                       | 07.000 $                         |
| 2018                             | 2.                               | V4 Future Sports Festival 2018                    | Virtus.pro                       | 020.000 €                        |
| 2018                             | 2.                               | CS:GO Asia Championships 2018                     | Virtus.pro                       | 012.000 $                        |
| 2018                             | 3. – 4.                          | Eleague CS:GO Premier 2018                        | Mousesports                      | 016.000 $                        |
| 2018                             | 3. – 4.                          | DreamHack Masters Stockholm 2018                  | Mousesports                      | 04.400 $                         |
| 2018                             | 1.                               | ESL One: New York 2018                            | Mousesports                      | 025.000 $                        |
| 2019                             | 2.                               | V4 Future Sports Festival - Budapest 2019         | Virtus.pro                       | 014.000 €                        |
| 2019                             | 3. – 4.                          | DreamHack Open Atlanta 2019                       | Virtus.pro                       | 02.000 $                         |
| 2019                             | 3. – 4.                          | cs_summit 5                                       | Virtus.pro                       | 03.700 $                         |
| 2020                             | 3. – 4.                          | DreamHack Open November 2020                      | Illuminar Gaming                 | 02.000 $                         |
| 2022                             | 2.                               | IEM Dallas 2022                                   | Ence                             | 08.400 $                         |
| Counter-Strike 2                 |                                  |                                                   |                                  |                                  |
| 2024                             | 3. – 4.                          | CCT Season 1 Global Finals                        | GamerLegion                      | 010.000 $                        |
| 2024                             | 2.                               | Esports World Cup 2024                            | G2 Esports                       | 035.000 $                        |
| 2024                             | 3. – 4.                          | ESL Pro League Season 20                          | G2 Esports                       | 09.000 $                         |
| 2024                             | 1.                               | Blast Premier: Fall Final 2024                    | G2 Esports                       | 040.000 $                        |
| 2024                             | 1.                               | Blast Premier: World Final 2024                   | G2 Esports                       | 0100.000 $                       |
| 2024                             | 3. – 4.                          | Perfect World Major: Shanghai 2024                | G2 Esports                       | 016.000 $                        |
| 2025                             | 3. – 4.                          | Blast Bounty Spring 2025                          | G2 Esports                       | 03.500 $                         |
| 2025                             | 2.                               | PGL Bucharest 2025                                | G2 Esports                       | 018.750 $                        |

## Auszeichnungen
- 2014: Platz 4 der HLTV.org Bestenliste[3]
- 2015: Platz 4 der HLTV.org Bestenliste[4]
- 2016: Platz 5 der HLTV.org Bestenliste[5]
- 2017: Platz 20 der HLTV.org Bestenliste[6]